# Piero Bertolini
Pierluigi Bertolini, chiamato Piero (Torino, 30 aprile 1931 – Bologna, 16 settembre 2006), è stato un pedagogista e filosofo dell'educazione italiano.

## Biografia
Cresciuto in una famiglia piccolo-borghese di sentimenti politici antifascisti, influirono sulla sua formazione culturale il rapporto intellettuale con la madre e con lo zio materno Ludovico Geymonat. Dopo la maturità classica ottenuta a Milano, si laureò in filosofia nell'Università di Pavia sotto la guida di Gustavo Bontadini, esponente di primo piano del movimento neotomista, ed Enzo Paci, uno dei più espressivi rappresentanti dell'esistenzialismo in Italia di impostazione filosofica husserliana.
La pratica dello scautismo, con le sue modalità di educazione non formale dei giovani orientate verso la promozione di forme di civismo responsabile mediante lo sviluppo delle attitudini personali, fu per Bertolini un'iniziazione alla pratica pedagogica attiva e, per lo sviluppo del suo pensiero, un'esperienza fondamentale.
Un'altra fonte di pratica pedagogica fu quella di direttore per dieci anni (1958-1968) del Cesare Beccaria, il carcere minorile milanese, dove Bertolini ebbe modo di sperimentare, con successo, innovazioni educative fondate sul "principio di istituzione aperta".
Nel 1968 vinse un concorso a cattedra in Pedagogia nell'Università di Catania, da dove fu chiamato poi alla stessa cattedra della Facoltà di Magistero dell'Università di Bologna (poi Facoltà di Scienze della Formazione), dove ha insegnato dall'anno accademico 1969-70 fino al 16 settembre 2006, anno della sua morte; di questa facoltà fu anche preside, e vi tenne per incarico numerosi altri insegnamenti (fra cui Filosofia dell'educazione e Pedagogia della marginalità e della devianza). L'insegnamento di Bertolini ebbe anche a confrontarsi positivamente con i conflitti ideologici presenti negli anni '70 nell'Università di Bologna.
Fulcro del suo pensiero pedagogico è stato il concetto di una pedagogia scientifica ispirata alla fenomenologia husserliana (dando il via alla cosiddetta pedagogia fenomenologica) e l'atteggiamento ottimistico nella pratica della pedagogia:
(Piero Bertolini, L'ottimismo dell'educatore, Articolo di gennaio-febbraio 2002)
Presidente della Società italiana di Pedagogia (SIPED), fondò due riviste accademiche, Infanzia (nel 1973) e Encyclopaideia (nel 1996).

## Opere principali
- Fenomenologia e pedagogia, con una prefazione di Enzo Paci, Bologna, Malipiero Editore, 1958.
- Delinquenza e disadattamento minorile, Roma-Bari, Laterza, 1964.
- Per una pedagogia del ragazzo difficile, Bologna, Malipiero , 1965.
- Dizionario di psico-pedagogia, Milano, Bignami, 1969.
- Dizionario di psico-socio-pedagogia, Milano, Bruno Mondadori, 1980.
- Scuola primaria (con Franco Frabboni), Firenze, La Nuova Italia, 1983.
- L'esistere pedagogico: ragioni e limiti di una pedagogia come scienza fenomenologicamente fondata, Firenze, La Nuova Italia, 1988. ISBN 88-221-0436-6.
- Da casa a scuola: gli indicatori soggettivi della qualità della vita infantile (curata con Roberta Cardarello), Firenze, La Nuova Italia, 1989. ISBN 88-221-0749-7.
- La qualità della vita infantile: che fare? (a cura di), Scandicci, La Nuova Italia, 1992. ISBN 88-221-1027-7.
- Dizionario di pedagogia e di scienze dell'educazione, Bologna, Zanichelli Editore, 1996. ISBN 88-08-09050-7.
- Pedagogia fenomenologica: genesi, sviluppo, orizzonti, Scandicci, La Nuova Italia, 2001. ISBN 88-221-3986-0.
- Educazione e politica, Milano, Raffaello Cortina Editore, 2003. ISBN 88-7078-824-5
- Ad armi pari. La pedagogia a confronto con le altre scienze sociali, Torino, UTET, 2005. ISBN 88-7750-996-1
- Per un lessico di pedagogia fenomenologica (a cura di), Trento, Erickson, 2006. ISBN 88-7946-825-1